# Paris–Roubaix 2023
Paris–Roubaix 2023 war die 120. Austragung des französischen Eintagesrennens. Das Rennen fand am 9. April statt und war Teil der UCI WorldTour 2023. Paris–Roubaix gehört wie Mailand–Sanremo, die Flandern-Rundfahrt, Lüttich–Bastogne–Lüttich und Il Lombardia zu den Monumenten des Radsports.
Der Sieg ging an Mathieu van der Poel (Alpecin-Deceuninck), der sich rund 15 Kilometer vor dem Ziel nach dem Sektor des Carrefour de l’Arbre absetzen konnte. Er gewann als Solist mit einem Vorsprung von 46 Sekunden auf seinen Teamkollegen Jasper Philipsen, der sich im Sprint gegenüber Wout van Aert (Jumbo-Visma) durchsetzte. Mit einer durchschnittlichen Geschwindigkeit von 46,84 km/h war es die schnellste Austragung der Geschichte.

## Teilnehmende Mannschaften und Fahrer
Neben den 18 UCI WorldTeams gingen auch 7 UCI ProTeams bei dem Rennen an den Start. Für jede Mannschaft waren sieben Fahrer startberechtigt. Von den 175 Startern erreichten 135 das Ziel im vorgegebenen Zeitlimit.
Mit dem Vorjahressieger Dylan van Baarle (Jumbo-Visma), Peter Sagan (TotalEnergies), Greg Van Avermaet (AG2R Citroën) und John Degenkolb (DSM) standen vier ehemalige Sieger bei der 120. Austragung am Start.
Als Favoriten galten in erster Linie Mathieu van der Poel (Alpecin-Fenix) und Wout van Aert (Jumbo-Visma), dessen Mannschaft mit Dylan van Baarle und Christophe Laporte gleich mehrere Siegesanwärter stellte. Zum erweiterten Favoritenkreis galten: Mads Pedersen, Jasper Stuyven (beide Trek-Segafredo), Matej Mohorič (Bahrain Victorious), Stefan Küng (Groupama-FDJ), Filippo Ganna (Ineos Grenadiers), Kasper Asgreen, Yves Lampaert, Florian Sénéchal (alle Soudal Quick-Step), Florian Vermeersch (Lotto Dstny), Nils Politt (Bora-hansgrohe), Mike Teunissen (Intermarché-Circus-Wanty), Iván García Cortina (Movistar), Anthony Turgis (TotalEnergies), Max Walscheid (Cofidis), Sep Vanmarcke (Israel-Premier Tech), Alexander Kristoff (Uno-X) und Tom Devriendt (Q36.5).
Weiters starteten auch die Sprinter Jasper Philipsen (Alpecin-Fenix), Tim Merlier (Soudal Quick-Step), Arnaud De Lie (Lotto Dstny), Pascal Ackermann (UAE Team Emirates) und Jordi Meeus (Bora-hansgrohe). Mit Peter Sagan, Edvald Boasson Hagen (beide Total Energies), Greg Van Avermaet, Oliver Naesen (beide AG2R Citroën) und John Degenkolb nahmen weitere erfahrene Klassiker-Spezialisten das Rennen in Angriff.
Prominente Nicht-Starter waren der Sieger der Flandern-Rundfahrt Tadej Pogačar (UAE Team Emirates), sowie Biniam Girmay (Intermarché-Circus-Wanty) und Ben Turner (Ineos Grenadiers), die verletzungsbedingt nicht am Start standen.
| UCI WorldTeams | UCI WorldTeams        | UCI WorldTeams | UCI WorldTeams           | UCI WorldTeams | UCI WorldTeams    | UCI ProTeams | UCI ProTeams           |
| -------------- | --------------------- | -------------- | ------------------------ | -------------- | ----------------- | ------------ | ---------------------- |
| ACT            | AG2R Citroën Team     | GFC            | Groupama-FDJ             | DSM            | Team DSM          | BWB          | Bingoal WB             |
| ADC            | Alpecin-Deceuninck    | IGD            | Ineos Grenadiers         | JAY            | Team Jayco AlUla  | IPT          | Israel-Premier Tech    |
| AST            | Astana Qazaqstan Team | ICW            | Intermarché-Circus-Wanty | TFS            | Trek-Segafredo    | LTD          | Lotto Dstny            |
| TBV            | Bahrain Victorious    | TJV            | Jumbo-Visma              | UAD            | UAE Team Emirates | Q36          | Q36.5 Pro Cycling Team |
| BOH            | Bora-Hansgrohe        | MOV            | Movistar Team            |                |                   | TFB          | Team Flanders-Baloise  |
| COF            | Cofidis               | SOQ            | Soudal Quick-Step        |                |                   | TEN          | TotalEnergies          |
| EFE            | EF Education-EasyPost | ARK            | Team Arkéa-Samsic        |                |                   | UXT          | Uno-X Pro Cycling Team |

## Streckenführung
Die Strecke führte über 256,6 km von Compiègne über 29 Kopfsteinpflaster-Sektoren nach Roubaix. Insgesamt standen 54,5 Kilometer Kopfsteinpflaster auf dem Programm. Wie in den vorjährigen Austragungen wurden die Sektoren absteigend nummeriert und nach ihrer Schwierigkeit gekennzeichnet (5 Sterne = höchste Schwierigkeit).
Der neutralisierte Start erfolgte vor dem Schloss Compiègne. Anschließend führte die Strecke Richtung Norden, wo der offizielle Start auf der D130 erfolgte. Nach der Durchfahrung von Saint-Quentin folgte bei Kilometer 96,3 die erste Kopfsteinpflaster-Passage zwischen Troisvilles und Inchy (Sektor 29). Nach drei weiteren Sektoren wurde zwischen Saint-Python und Quérénaing eine veränderte Streckenführung befahren, die mit dem Sektor zwischen Vertain à Saint-Martin-sur-Écaillon (Sektor 25) und Verchain-Maugré à Quérénaing (Sektor 24) nur zwei Kopfsteinpflaster-Passagen beinhaltete. Nach den Sektoren 23 und 22 folgte mit dem Abschnitt zwischen Haspres à Thiant (Sektor 21) die größte Veränderung zum Vorjahr. Dieser wurde zuletzt im Jahr 2004 befahren.
Der erste von insgesamt drei Sektoren der höchsten Kategorie (5 Sterne) wurde mit dem berüchtigten Sektor Trouée d’Arenberg (Sektor 19) nach 161,3 gefahrenen Kilometern erreicht. Dieser führte meist zu einer Vorselektion im Fahrerfeld, ehe auf den anschließenden 44,4 Kilometern sieben weitere Sektoren folgten, von denen drei mit einer Schwierigkeit von vier Sternen bewertet wurden. Direkt im Anschluss erfolgte bei Mons-en-Pévèle der zweite Sektor der höchsten Kategorie, der 48,6 Kilometer vor dem Ziel in Angriff genommen wurde. Mit einer Länge von drei Kilometern war die leicht ansteigende Passage der zweitlängste Sektor der 120. Austragung. Danach folgten drei leichtere Sektoren, ehe das Finale rund 30 Kilometer vor dem Ziel in Cysoing eröffnet wurde.
Nun wurden in rund 13 Kilometern fünf Sektoren befahren, wobei der vorletzte dieser Serie, der Carrefour de l’Arbre (Sektor 4), den letzten 5-Sterne-Sektor darstellte. Er wurde 17,1 Kilometer vor dem Ziel erreicht und beinhaltete mehrere Kurven, ehe er nach 2,1 Kilometern endete und direkt in den leichteren 2-Sterne-Sektor von Gruson (Sektor 3) führte. Die letzten 13,7 Kilometer wiesen mit dem vorletzten Sektor (Willems à Hem) nur noch geringe Schwierigkeiten auf. Nachdem der letzte Sektor in Roubaix befahren worden war, erreichten die Fahrer die Radrennbahn von Roubaix, auf der eineinhalb Runden zurückgelegt werden mussten.
| #  |                                     | Kilometer | Länge (km) | Schwierigkeit |
| -- | ----------------------------------- | --------- | ---------- | ------------- |
| 29 | Troisvilles à Inchy                 | 96,3      | 2,2        | ★★★           |
| 28 | Viesly à Quiévy                     | 102,8     | 1,8        | ★★★           |
| 27 | Quiévy à Saint-Python               | 105,4     | 3,7        | ★★★★          |
| 26 | Saint-Python                        | 110,1     | 1,5        | ★★            |
| 25 | Vertain à Saint-Martin-sur-Écaillon | 117,2     | 2,3        | ★★★           |
| 24 | Verchain-Maugré à Quérénaing        | 127,2     | 1,6        | ★★★           |
| 23 | Quérénaing à Maing                  | 129,2     | 2,5        | ★★★           |
| 22 | Maing à Monchaux-sur-Écaillon       | 133       | 1,6        | ★★★           |
| 21 | Haspres à Thiant                    | 139,6     | 1,7        | ★★★           |
| 20 | Haveluy à Wallers                   | 153,1     | 2,5        | ★★★★          |
| 19 | Trouée d’Arenberg                   | 161,3     | 2,3        | ★★★★★         |
| 18 | Wallers à Hélesmes                  | 167,4     | 1,6        | ★★★           |
| 17 | Hornaing à Wandignies-Hamage        | 174,1     | 3,7        | ★★★★          |
| 16 | Warlaing à Brillon                  | 181,6     | 2,4        | ★★★           |
| 15 | Tilloy – Sars-et-Rosières           | 185,1     | 2,4        | ★★★★          |
| 14 | Beuvry-la-Forêt–Orchies             | 191,4     | 1,4        | ★★★           |
| 13 | Orchies                             | 196,5     | 1,7        | ★★★           |
| 12 | Auchy-lez-Orchies à Bersée          | 202,6     | 2,7        | ★★★★          |
| 11 | Mons-en-Pévèle                      | 208       | 3          | ★★★★★         |
| 10 | Mérignies à Avelin                  | 214       | 0,7        | ★★            |
| 9  | Pont-Thibaut à Ennevelin            | 217,4     | 1,4        | ★★★           |
| 8  | L'Épinette                          | 222,8     | 0,2        | ★             |
| 8  | Moulin-de-Vertain                   | 223,3     | 0,5        | ★★            |
| 7  | Cysoing à Bourghelles               | 229,8     | 1,3        | ★★★           |
| 6  | Bourghelles à Wannehain             | 232,3     | 1,1        | ★★★           |
| 5  | Camphin-en-Pévèle                   | 236,7     | 1,8        | ★★★★          |
| 4  | Carrefour de l’Arbre                | 239,5     | 2,1        | ★★★★★         |
| 3  | Gruson                              | 241,8     | 1,1        | ★★            |
| 2  | Willems à Hem                       | 248,4     | 1,4        | ★★            |
| 1  | Espace Charles Crupelandt           | 255,2     | 0,3        | ★             |
|    | Ziel                                | 256,6     |            |               |

## Rennverlauf und Ergebnis

### Frühe Rennphase
Unmittelbar nach dem Start versuchten sich mehrere Fahrer vom Hauptfeld abzusetzen, wobei sich keine Ausreißergruppe bildete. Nach über 80 gefahrenen Kilometern bildete sich schließlich eine vier Fahrer umfassende Gruppe, in der mit Jonas Koch (Bora-hansgrohe), Sjoerd Bax (UAE Team Emirates), Juri Hollmann (Movistar) und Derek Gee (Israel-Premier Tech) vier Fahrer vertreten waren. Mit Nils Eekhoff (DSM) versuchte ein weiterer Fahrer zur Spitze des Rennens aufzuschließen, ehe er sich wenige Kilometer später wieder zurückfallen ließ. Die Spitzengruppe erreichte die erste Kopfsteinpflaster-Passage (Sektor 29) mit einem Vorsprung von rund eineinhalb Minuten.
Bereits auf dem ersten Sektor fiel Kasper Asgreen (Soudal Quick-Step) aufgrund eines Hinterradschadens zurück und brauchte mehrere Kilometer um wieder zum Hauptfeld aufzuschließen. Auf dem zweiten Pavé-Abschnitt kam es zu einem Sturz im vorderen Teil des Hauptfeld in den auch Peter Sagan (TotalEnergies), der Sieger des Jahres 2018, involviert war. Der Slowake musste das Rennen in weiterer Folge aufgeben. Die hohe Nervosität im Peloton äußerte sich auch auf den anschließenden Sektoren und es kam immer wieder zu Stürzen, von denen auch Fahrer wie Luke Rowe, Joshua Tarling (beide Ineos Grenadiers) und Dušan Rajović (Bahrain Victorious) betroffen waren. Das Fahrerfeld zog sich immer wieder in die Länge und zerfiel in mehrere Gruppen, die sich nach und nach wieder zu einem größeren Hauptfeld zusammen fanden. Die Führungsarbeit im Peloton übernahmen in dieser Rennphase in erster Linie die Mannschaften Jumbo-Visma und Alpecin-Deceuninck. Nach dem Sektor 25 hatte Stefan Küng (Groupama-FDJ) rund 132 Kilometer vor dem Ziel einen technischen Defekt, konnte jedoch durch die Hilfe seiner Teamkollegen bald wieder zum Hauptfeld aufschließen, dessen Rückstand auf die Spitzengruppe weiterhin bei etwa eineinhalb Minuten lag.
Nachdem im Peloton etwas Ruhe eingekehrt war, konnte sich Jens Reynders (Israel-Premier Tech) im Sektor 21 absetzten, ehe sich eine fünf-köpfige Verfolgergruppe um den Belgier formierte. In dieser waren auch Anthony Turgis (TotalEnergies), Luke Durbridge (Jayco AlUla), Miles Scotson (Groupama-FDJ) und Madis Mihkels (Intermarché-Circus-Wanty) vertreten. Die Gruppe konnte jedoch nur einen Vorsprung von wenigen Sekunden herausfahren.

### Vorentscheidung und der Wald von Arenberg
Auf dem Sektor 20 zwischen Haveluy und Wallers erhöhte die Jumbo-Visma Mannschaft das Tempo und zog das Hauptfeld bei leichtem Seitenwind in die Länge. Wenig später gingen rund 102 Kilometer vor dem Ziel Lücken zwischen den Fahrern auf und mit Wout van Aert, Christophe Laporte (beide Jumbo-Visma), Mathieu van der Poel (Alpecin-Deceuninck), Stefan Küng und John Degenkolb (DSM), dem Sieger des Jahres 2015 setzten sich fünf Fahrer ab. Noch vor dem Ende des Kopfsteinpflaster-Sektors holten sie die Verfolgergruppe ein und reduzierten den Rückstand auf die Spitzengruppe auf unter eine Minute. Auf den anschließenden Kilometern zum Trouée d’Arenberg (Sektor 19) hielten sie das Tempo hoch, während sich dahinter eine große Gruppe formierte, die angeführt vom Team Bahrain Victorious versuchte die Lücke zu schließen.
Auf dem ersten 5-Sterne-Sektor, dem Wald von Arenberg, zerfiel die Spitzengruppe, wobei mit Sjoerd Bax und Jonas Koch nur noch zwei Fahrer an der Spitze des Rennens verblieben. Die beiden wurden jedoch bei der Ausfahrt der 2,3 Kilometer langen Kopfsteinpflaster-Passage von Wout van Aert, Mathieu van der Poel, Stefan Küng, John Degenkolb und Juri Hollmann, der auf dem Pavé zurückgefallen war eingeholt. Christophe Laporte absolvierte den Sektor zwar ebenfalls in der Gruppe, musste im Anschluss jedoch das Hinterrad wechseln und fiel zurück. Im Hauptfeld kam es auf den ersten Metern des Waldes von Arenberg zu einem Massensturz, in den auch der Vorjahressieger Dylan van Baarle (Jumbo-Visma) und Kasper Asgreen involviert waren. Beide mussten als Folge ihres Sturzes das Rennen vorzeitig beenden. Mads Pedersen (Trek-Segafredo) forcierte im Anschluss das Tempo und konnte sich absetzten, ehe er nach dem Pavé-Sektor zur Spitzengruppe aufschloss. Mit Filippo Ganna (Ineos Grenadiers), Max Walscheid (Cofidis), Laurenz Rex (Intermarché-Circus-Wanty), sowie Jasper Philipsen und Gianni Vermeersch (beide Alpecin-Deceuninck) kamen bei der Einfahrt des nachfolgenden Sektor 18 fünf weitere Fahrer zur Spitzengruppe hinzu, in der nun 13 Fahrer vertreten waren.
Auf den anschließenden Kilometern und Pavé-Sektoren stabilisierte sich die Rennsituation. Die Spitzengruppe, in der nun zahlreiche Favoriten vertreten waren, fuhr einen Vorsprung von über einer Minute auf eine große Verfolgergruppe heraus. Dazwischen lag für längere Zeit der zurückgefallene Christophe Laporte, ehe er sich etwa 77 Kilometer vor dem Ziel von den Verfolgern einholen ließ. Während die 13 Fahrer der Spitzengruppe gut zusammenarbeiteten, waren sich die Mitglieder der Verfolgergruppe uneinig, wodurch ihr Rückstand weiter anwuchs. Rund 72 Kilometer vor dem Ziel setzte sich Nathan Van Hooydonck (Jumbo-Visma) von der Verfolgergruppe ab und versuchte alleine die Lücke zur Spitze des Rennens zu schließen Wenig später kamen sein Teamkollegen Christophe Laporte und Florian Vermeersch (Lotto Dstny) hinzu. Das Trio konnte die Spitzengruppe jedoch nicht mehr einholen und hatte mit dem Rennausgang nichts zu tun. Mit den beiden Deutschen Juri Hollmann und Jonas Koch fielen auf dem Sektor 15 die ersten Fahrer aus der Spitzengruppe zurück, ehe wenig später auch Sjoerd Bax den Kontakt zur Gruppe verlor, als Mathieu van der Poel rund 51 Kilometer vor dem Ziel auf dem Sektor 12 seine erste Attacke lancierte.

### Erste Angriffe aus der Spitzengruppe
Obwohl die Spitzengruppe zeitweise in die Länge gezogen worden war, fuhren die verbliebenen elf Fahrer geschlossen in den zweiten 5-Sterne-Sektor von Mons-en-Pévèle (Sektor 11). Auf den ersten Metern versuchte sich Max Walscheid abzusetzen, ehe er eingeholt wurde und aus der Gruppe fiel. Im Anschluss war es erneut Mathieu van der Poel der das Tempo erhöhte, wodurch auch Gianni Vermeersch und Laurenz Rex zurückfielen und nur noch sieben Fahrer an der Spitze des Rennens verblieben. Nach der Ausfahrt des 5-Sterne-Sektors nutzte Mathieu van der Poel eine kurze Steigung, um erneut anzugreifen. Diesmal konnte nur Wout van Aert dem Angriff des Niederländers folgen, doch als der Belgier sich weigerte, die Führungsarbeit zu übernehmen, kamen mit Mads Pedersen, Stefan Küng, Filippo Ganna, John Degenkolb und Jasper Philipsen die anderen Mitglieder der Spitzengruppe zurück.
Vor der letzten Serie von Kopfsteinpflaster-Sektoren wechselte Jasper Philipsen rund 28 Kilometer vor dem Ziel das Rad, konnte jedoch noch vor dem anstehenden Sektor 7 wieder zur Spitzengruppe aufschließen, in der somit weiterhin sieben Fahrer vertreten waren.

### Entscheidung auf dem Carrefour de l’Arbre
Nachdem die Spitzengruppe geschlossen über die Sektoren 6 und 5 gefahren war, folgte 17 Kilometer vor dem Ziel die Einfahrt in den Carrefour de l’Arbre, der als letzter Sektor mit 5 Sternen bewertet worden war. Jasper Philipsen führte die Gruppe auf das Pavé, während sich Mathieu van der Poel und Wout van Aert im hinteren Teil der Gruppe befanden. Nachdem die ersten Kurven durchfahren worden waren, forcierte Mathieu van der Poel das Tempo. Als er an Jasper Philipsen vorbeifahren wollte, kam es zu einer Berührung zwischen den beiden Teamkollegen und John Degenkolb, der am rechten Straßenrand fuhr, kam zu Sturz. Im selben Moment beschleunigte Wout van Aert und konnte eine kleine Lücke herausfahren, ehe er wenig später von Mathieu van der Poel eingeholt wurde. Die beiden absolvierten die letzten Meter des Carrefour de l’Arbre gemeinsam, ehe Wout van Aert mit einem Hinterradschaden zurückfiel und wertvolle Zeit verlor.
Mathieu van der Poel nahm im Anschluss den drittletzten Sektor allein in Angriff, wobei sein Vorsprung auf seine ersten Verfolger, Jasper Philipsen und Mads Pedersen, rund 15 Sekunden betrug. Nach dem Sektor 3 schlossen sowohl Wout van Aert als auch Filippo Ganna und Stefan Küng zu Jasper Philipsen und Mads Pedersen auf, wobei der Rückstand der Gruppe auf den Führenden bereits auf rund eine halbe Minute angewachsen war. Mathieu van der Poel kam als Solist auf der Radrennbahn von Roubaix an und gewann nach Mailand–Sanremo sein zweites Monument im Jahr 2023. Im Sprint um den zweiten Platz setzte sich sein Teamkollege Jasper Philipsen vor Wout van Aert durch, nachdem sich die beiden auf den letzten Kilometern von den übrigen Mitgliedern der ehemaligen Spitzengruppe abgesetzt hatten.
| Platz | Fahrer               | Nation | Team                     | Zeit                   |
| ----- | -------------------- | ------ | ------------------------ | ---------------------- |
| 01.   | Mathieu van der Poel | NED    | Alpecin-Deceuninck       | 5:28:41 h (46,84 km/h) |
| 02.   | Jasper Philipsen     | BEL    | Alpecin-Deceuninck       | + 0:46 min             |
| 03.   | Wout van Aert        | BEL    | Jumbo-Visma              | "                      |
| 04.   | Mads Pedersen        | DEN    | Trek-Segafredo           | + 0:50 min             |
| 05.   | Stefan Küng          | SUI    | Groupama-FDJ             | "                      |
| 06.   | Filippo Ganna        | ITA    | Ineos Grenadiers         | "                      |
| 07.   | John Degenkolb       | GER    | Team DSM                 | + 2:35 min             |
| 08.   | Max Walscheid        | GER    | Cofidis                  | + 3:31 min             |
| 09.   | Laurenz Rex          | BEL    | Intermarché-Circus-Wanty | + 3:35 min             |
| 10.   | Christophe Laporte   | FRA    | Jumbo-Visma              | + 4:11 min             |
| 11.   | Gianni Vermeersch    | BEL    | Alpecin-Deceuninck       | "                      |
| 12.   | Florian Vermeersch   | BEL    | Lotto Dstny              | "                      |
| 13.   | Sjoerd Bax           | NED    | UAE Team Emirates        | "                      |
| 14.   | Nathan Van Hooydonck | BEL    | Jumbo-Visma              | "                      |
| 15.   | Alexander Kristoff   | NOR    | Uno-X Pro Cycling Team   | + 5:36 min             |
| 16.   | Sep Vanmarcke        | BEL    | Israel-Premier Tech      | "                      |
| 17.   | Mike Teunissen       | NED    | Intermarché-Circus-Wanty | "                      |
| 18.   | Dries Van Gestel     | BEL    | TotalEnergies            | "                      |
| 19.   | Matteo Trentin       | ITA    | UAE Team Emirates        | "                      |
| 20.   | Jasper Stuyven       | BEL    | Trek-Segafredo           | "                      |